# 枣林镇 (岐山县)
枣林镇，是中华人民共和国陕西省宝鸡市岐山县下辖的一个乡镇级行政单位。

## 地理
东接扶风县，南临眉县。位于碛雍原（又名碛石原）上。境内有冯家山南干渠、𣲗河流经。

## 历史
枣林镇设立于清乾隆四十四年（1779年）。1950年，枣林乡隶属于岐山县第六区公所（原碛石区公所），1956年3月撤区并乡，第六区裁撤，枣林乡直属岐山县。1958年10月人民公社化，枣林乡裁撤并入红星公社（驻麦禾营，辖原枣林乡、麦禾营乡、马江乡地），但1961年9月恢复为枣林公社。1986年复为枣林乡。1997年6月改为枣林镇。
境内曾于出土唐元师奖墓。

## 行政区划
枣林镇下辖以下地区：
枣林村、范家塬村、张家沟村、仝寨村、北营村、神差村、罗局村、安家庄村、尉迟村和贾家村。